# Джеймс, Лиам
Лиам Оливер Джеймс (англ. Liam Oliver James; род. 11 августа 1996, Ванкувер, Британская Колумбия, Канада) — канадский актёр.

## Карьера
В 2006—2010 годах Джеймс играл роль Шона Спенсера сериале «Ясновидец».В 2009 году он исполнил роль Ноа Кертиса в фильме «2012». В 2013 году Джеймс появился в главной роли в фильме «Дорога, дорога домой»
В 2016 году Джеймс играл одну из главных ролей в сериале канала ABC «Семья», а в 2018—2019 годах — в сериале «Академия смерти».

## Фильмография
| Год       |    | Русское название                | Оригинальное название          | Роль                    |
| --------- | -- | ------------------------------- | ------------------------------ | ----------------------- |
| 2006—2010 | с  | Ясновидец                       | Psych                          | Шон Спенсер в детстве   |
| 2007      | ф  | Удачи, Чак!                     | Good Luck Chuck                | мальчик среди пингвинов |
| 2007      | ф  | То, что мы потеряли             | Things We Lost in the Fire     | кузен Дейв              |
| 2007      | ф  | Фред Клаус, брат Санты          | Fred Claus                     | Фред Клаус в 12 лет     |
| 2007      | ф  | Чужие против Хищника: Реквием   | Aliens vs. Predator: Requiem   | Сэм                     |
| 2008      | с  | Воплощение страха               | Fear Itself                    | Гарри в детстве         |
| 2009      | ф  | Всадники                        | Horsemen                       | Шон Бреслин             |
| 2009      | ф  | 2012                            | 2012                           | Ноа Кертис              |
| 2010      | с  | Грань                           | Fringe                         | Тедди Фоллс             |
| 2011      | тф | Рождество возвращается в Канаан | Christmas Comes Home to Canaan | Боббер Бертон           |
| 2011—2013 | с  | Р. Л. Стайн: Время призраков    | R.L. Stine’s The Haunting Hour | Джаред / Скотт          |
| 2011—2014 | с  | Убийство                        | The Killing                    | Джек Линден             |
| 2013      | ф  | Дорога, дорога домой            | The Way Way Back               | Данкан                  |
| 2016      | с  | Семья                           | The Family                     | Адам Уоррен             |
| 2016      | мс | Американский папаша!            | American Dad!                  | рассказчик              |
| 2017      | ф  | Речь и дебаты                   | Speech & Debate                | Соломон Меррик          |
| 2018—2019 | с  | Академия смерти                 | Deadly Class                   | Билли Беннетт           |
| 2023      | с  | Сантехники Белого дома          | The White House Plumbers       | Сент-Джон Хант          |